# Jørn Jamtfall
Jørn Jamtfall, né le 27 juillet 1966 à Trondheim (Norvège), est un footballeur norvégien, qui évoluait au poste de gardien de but au Rosenborg BK et en équipe de Norvège.
Jamtfall n'a marqué aucun but lors de son unique sélection avec l'équipe de Norvège en 1997.

## Carrière
- 1994-2000 : Rosenborg BK
- 2000 : GIF Sundsvall
- 2001 : Rosenborg BK
- 2001 : Sogndal Fotball

## Palmarès

### En équipe nationale
- 1 sélection et 0 but avec l'équipe de Norvège en 1997.

### Avec Rosenborg BK
- Vainqueur du Championnat de Norvège de football en 1994, 1995, 1996, 1997, 1998, 1999, 2000 et 2001
- Vainqueur de la Coupe de Norvège de football en 1995 et 1999.